# Diecezja San Martín
Diecezja San Martín (łac. Dioecesis Foromartiniensis) – diecezja Kościoła rzymskokatolickiego w Argentynie, będąca sufraganią metropolii Buenos Aires. Erygowana bullą Hispanis linguae papieża Jana XXIII z 10 kwietnia 1961